# .lk
‎.lk‏ دامنه اینترنتی اختصاص داده شده به کشور سریلانکا است.